# Une manche et la belle
Pour plus de détails, voir Fiche technique et Distribution.
Une manche et la belle est un film français réalisé par Henri Verneuil et sorti en 1957.

## Synopsis
À Nice, la riche veuve Betty Farnwell épouse le bel arriviste Philippe Delaroche. Philippe fait alors la connaissance de la secrétaire de sa femme, la jeune et troublante Éva, et en tombe éperdument amoureux. Ils deviennent amants et Philippe découvre qu’Éva, aussi calculatrice que lui, projette d’épouser un riche héritier. Ne pouvant supporter l’idée de perdre Éva, Philippe décide d’assassiner Betty avec la complicité de sa maîtresse…

## Fiche technique
- Titre original : Une manche et la belle
- Réalisation : Henri Verneuil
- Assistant réalisateur : Ully Pickardt
- Scénario : Henri Verneuil, Annette Wademant, François Boyer d’après le roman de James Hadley Chase The Sucker Punch (1954)
- Dialogues : Annette Wademant, François Boyer
- Décors : Jean d'Eaubonne
- Costumes : Christian Dior
- Photographie : Christian Matras
- Effets spéciaux : Nicolas Wilcke
- Son : Antoine Petitjean
- Montage : Louisette Hautecœur
- Musique : Paul Durand
- Photographe de Plateau : Yves Mirkine
- Producteur : Michel Safra
- Directeur de production : Henri Baum
- Société de production : Spéva Films (France)
- Sociétés de distribution : Cinédis (France), Gaumont (étranger)
- Pays de production :  France
- Langue originale : français
- Format : 35 mm — noir et blanc — 1.37:1 — son monophonique
- Genre : film policier
- Durée : 98 minutes
- Date de sortie :
  - France : 27 novembre 1957
- (fr) Classification CNC : tous publics (visa d'exploitation no 19517 délivré le 18 novembre 1957)

## Distribution
- Henri Vidal : Philippe Delaroche
- Mylène Demongeot : Éva Dollan
- Isa Miranda  (VF : Lita Recio) : Betty Farnwell
- Alfred Adam : l'inspecteur de police Malard
- Jean-Loup Philippe : Bob Farnwell
- Ky Duyen : le majordome
- Simone Bach : Sylvette Guibert
- Antonin Berval : le maire
- Jean Galland : le directeur de la banque
- André Roanne : le commissaire
- Georges Lannes : le concessionnaire automobile
- Marc Valbel : M. Edmond
- Robert Seller : le notaire
- Sylvain Lévignac : le marin en maillot rayé
- Andrée Florence

## Production

### Tournage
- Intérieurs : Studios de la Victorine (Nice).
- Extérieurs : Nice, Venise.
- Mylène Demongeot[1] : « J’ai un rôle de belle garce, ce qui me plaît, et nous devons tourner quelques jours à Venise, que je ne connais pas. Venise ! Je suis folle de joie. […] À Nice, nous tournons la majorité du film aux Studios de la Victorine, en pleine activité. »

### Promotion
- Mylène Demongeot[1] : « Pour la publicité du film, au cinéma Le Berlitz sur les grands boulevards, ils ont mis ma silhouette nue jusqu'au bas des reins, de dos, sur toute la hauteur de l’immeuble. C’est impressionnant… La censure s’en mêle immédiatement, tout le monde crie au scandale… Le lendemain, mon dos sera pudiquement recouvert d’une combinaison peinte à la hâte dans la nuit. C’est moins joli ! »

## Autour du film
- Mylène Demongeot[1] : « À la sortie du film, une critique me fait hurler de rire… Je ne sais plus dans quel journal très branché, qui n’apprécie pas spécialement le cinéma « trop classique » de Verneuil, le rédacteur s’extasie sur une scène où, dans le bureau de ma patronne, je croque négligemment et voluptueusement une pomme. Symbole d’Ève et du serpent, du paradis perdu… Bla, bla, bla… […] Le critique en fait tout un quart de page et moi, je me rappelle parfaitement que, ce jour-là, Verneuil avait demandé une superbe corbeille de fruits digne de sa milliardaire que joue Isa Miranda. L’assistant avait oublié. Engueulade. Il court au restaurant du studio et revient avec un plat de pommes.
— Monsieur Verneuil, c’est tout ce qui reste ! Je suis désolé !
Et donc, on tournera avec ce qu’on a sous la main. Une pomme.
Bravo la critique !
Verneuil, en revanche, était très content de ce papier. À partir de ce jour-là, il dira, bien sûr, qu’il l’avait choisie, cette pomme, tout à fait sciemment ! ».
- Le film a été réédité par René Chateau vidéo en 2012.